# Bruinkoolmijn Adamów
De Bruinkoolmijn Adamów (Pools: PAK Kopalnia Wegla Brunatnego Adamów S.A.) of KWB Adamów is een grote dagbouwmijn in Polen.
Dicht bij de mijn staat een energiecentrale die op bruinkool werkt.